# Hadrodactylus bidentulus
Hadrodactylus bidentulus  (лат.) — вид мелких наездников—ихневмонид (Ichneumonidae) рода Hadrodactylus из подсемейства Ctenopelmatinae. Палеарктика: Центральная и Южная Европа, Россия (в том числе, Ленинградская область и Республика Крым), Белоруссия, Казахстан, Украина (Харьковская область), Турция.
От мандибул до затылочного края идёт высокий гипостомальный киль. На препектальном валике снизу 2 зубца. Скапус усика, задние тазики и вершина брюшка чёрные. 1-й тергит брюшка у самок удлинённый (длина в 3—5 раз больше своей ширины), клипеус грубо пунктированный, в переднем крыле развито зеркальце. Паразитируют на пилильщиках видов Dolerus haematodes, Dolerus nigratus и Dolerus picipes трибы Dolerini из семейства Tenthredinidae.
Вид был впервые описан в 1883 году шведским энтомологом Карлом Густафом Томсоном (Carl Gustaf Thomson; 1824—1899), а его валидный статус подтверждён в 2011 году российским гименоптерологом Дмитрием Рафаэлевичем Каспаряном.